# Museo de la Ciudad Autoconstruida

Recorrido por el Museo de la Ciudad Autoconstruida (MCA). Ciudad Bolívar.

El Museo de la Ciudad Autoconstruida (MCA) situada en Ciudad Bolívar, un proyecto desarrollado desde el Museo de Bogotá del Instituto Distrital de Patrimonio Cultural (IDPC). El Museo busca ser una plataforma que cuestione e interpele los estereotipos y estigmas que existen sobre Ciudad Bolívar y en la que, históricamente, se han desarrollado procesos de defensa de los derechos humanos, el cuidado del medio ambiente, la promoción de la educación alternativa, de reconocimiento a la biodiversidad y la construcción social del hábitat, entre otros procesos.   

## Ubicación
El Museo de la Ciudad Autoconstruida está ubicado a la salida de la estación Mirador del Paraíso de TransMiCable, en la localidad de Ciudad Bolívar, Bogotá. Para llegar en TransMilenio, se debe tomar el servicio al Portal Tunal y de ahí subir a una de las cabinas de TransMiCable para llegar a la última estación: Mirador del Paraíso. En carro, se debe tomar la vía principal del barrio Lucero (bajo el puente peatonal de la Avenida Boyacá), hasta llegar al barrio Paraíso, junto a la última estación de TransMiCable. En SITP, diríjase por la Avenida 68 en el H610. Por la Avenida Boyacá, el 742. Por la décima, el servicio 20 de Julio 624 y por Abastos el C201, hasta llegar a la última estación de TransMiCable, Mirador del Paraíso. En alimentador, pueden tomar el 6-4 Paraíso en el Portal Tunal y bajarse en la parada 14, estación TransMiCable Mirador del Paraíso. 

## Historia

Activación educativa del Museo de la Ciudad Autoconstruida.

En 2016 inició la construcción del TransMiCable desde el Portal Tunal hasta la parte alta del sector de Lucero. Para soportar y permitir el funcionamiento de las 160 cabinas del sistema, se levantaron unas pilonas que afectaron la organización urbana y la vida del territorio. Por esa razón, se comenzó una serie de conversaciones con las comunidades impactadas por la construcción en Ciudad Bolívar para acordar nuevos equipamientos que ayudaran a suplir algunas necesidades en los predios remanentes a la obra civil. 
Fue así como varias comunidades del barrio Paraíso y del barrio El Mirador, junto a otros aledaños, manifestaron que se necesitaba una biblioteca, un espacio con zonas verdes y otro que estuviera relacionado con las identidades de Ciudad Bolívar. 
En el 2020 el proyecto se integra a la estrategia de territorialización del Instituto Distrital de Patrimonio Cultural (IDPC), como una de sus acciones por divulgar los patrimonios del borde sur de Bogotá.

## Exhibición de apertura

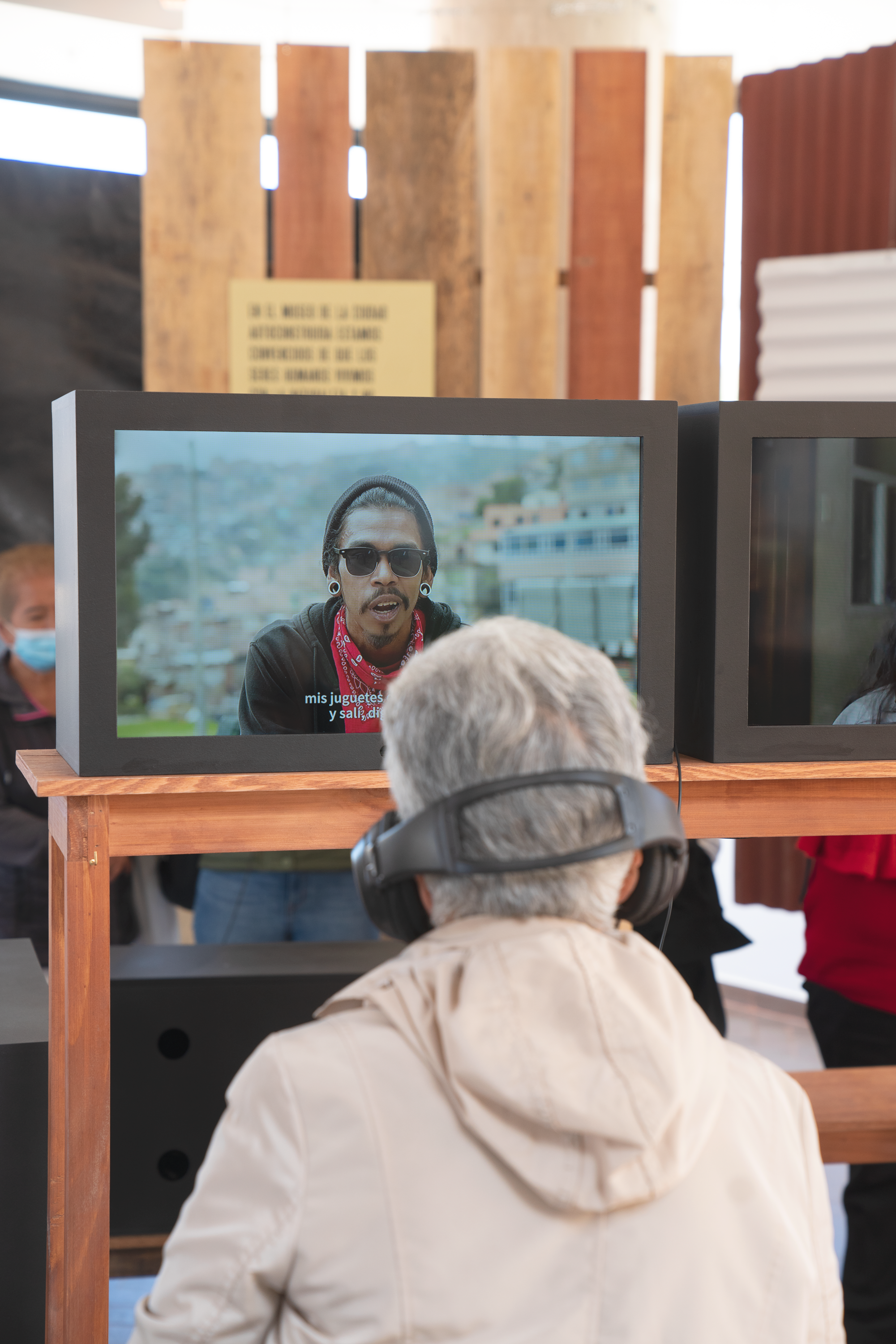
Exhibición Museo de la Ciudad Autoconstruida

Los contenidos del Museo de la Ciudad Autoconstruida son producto de diálogos, acuerdos y del trabajo colectivo y colaborativo con las comunidades de Ciudad Bolívar. Las piezas de la exposición, en su mayoría elaboradas por artistas de la localidad, se realizaron en diversos lenguajes artísticos característicos del territorio como la música campesina, el muralismo y los audiovisuales. En espacios como la Mesa Local de Memoria (conformada por agentes culturales del territorio), conversaciones con colectivos y líderes y lideresas de la localidad. También se dieron conversaciones con comunidades indígenas, víctimas del conflicto armado, niñas y niños, defensores del medio ambiente, maestros de obra del MCA, adultos mayores, población LGBTIQ+, sectores rurales, población juvenil, docentes de colegios de la localidad y personas en situación de discapacidad y sus cuidadores.
Los contenidos del Museo de la Ciudad Autoconstruida se distribuyen en cinco pisos. En el sótano se encuentra la exposición inaugural, Insistir, persistir y resistir, en la que se abordan siete casos que buscan reconocer el trabajo colectivo y la construcción de lo común en la historia de Ciudad Bolívar:  
1. El Paro de 1993.
2. Las luchas medioambientales rurales y urbanas (Palo del Ahorcado).[10]
3. Los modelos de educación popular y alternativa.
4. Las prácticas artísticas y la defensa de los Derechos Humanos.
5. Los asentamientos y sus luchas de resistencia.
6. La defensa del territorio.
7. La creación de espacios comunitarios y liderazgos femeninos.[11]

Este espacio también está destinado para muestras teatrales que ayuden a potenciar los contenidos del Museo.
En el primer piso funciona una biblioteca de Biblored, mientras que en el segundo se desarrolla parte de la programación artística y cultural del museo. El tercer piso, Desde lo que somos: relatos vivos del territorio, es un espacio para reconocer la biodiversidad, estigmatización, resistencias, explotación e injusticias a través doce historias de personas y colectivos que han vivido en Ciudad Bolívar y, además, formula una serie de preguntas a los visitantes, relacionadas con la manera en que la ciudadanía de Bogotá está íntimamente vinculada con la explotación del territorio, la minería, el relleno sanitario Doña Juana y la contaminación de agua, como el Río Tunjuelo. El último piso se encuentra una huerta comunitaria, abierta para distintas actividades enfocadas en el intercambio de saberes y en visibilizar a la población indígena y rural de Ciudad Bolívar.

Equipo de mediciación durante la apertura del Museo de la Ciudad Autoconstruida.
Pieza del Palo del Ahorcado elaborada por el Colectivo Mayaelo de Ciudad Bolívar.
Comunidades de Ciudad Bolívar en el Museo de la Ciudad Autoconstruida.
Vista de Ciudad Bolívar desde la terraza del Museo de la Ciudad Autoconstruida.